# Francesc Xavier Ferri Fayos
Francesc Xavier Ferri Fayos, també conegut com Fran Ferri, (Canals, la Costera, 24 de maig de 1984) és un polític i enginyer valencià, diputat a les Corts Valencianes per la Coalició Compromís de 2011 a 2022.

## Trajectòria política
Militant del Bloc Nacionalista Valencià, Francesc Xavier Ferri va ser secretari general del Bloc Jove des del 2008 fins al 2012. A més, també és un activista pels drets dels i les homosexuals, transsexuals i bisexuals, i és membre del grup coordinador del Col·lectiu de Lesbianes, Gais, Transsexuals i Bisexuals (LGTB) de la Safor i membre representant de la Federació Estatal de LGTB en el Consell de la Joventut de l'Estat espanyol de 2008 a 2010.
A les eleccions a les Corts Valencianes de 2011 va ser elegit diputat a les llistes de la Coalició Compromís, en quarta posició de la candidatura per la circumscripció electoral de València. En el Grup Parlamentari Compromís, Ferri és el responsable de les comissions d'Industria, Comerç i Turisme, la de Polítiques d'Igualtat i de la Dona, la de Noves Tecnologies i la de Peticions.
Ferri va ser reelegit com a secretari general del Bloc Jove en el congrés de febrer de 2012. En el congrés de juliol de 2014 Fran Ferri va deixar el càrrec, que va ser assumit per Enric Castelló.
En el procés de primàries obertes de Compromís per confeccionar la llista a les Corts en les eleccions de 2015, Ferri va ser el candidat més votat a la circumscripció de València.

## Activitat professional
És enginyer en organització industrial i compagina la feina com a diputat amb la d'enginyer d'operacions i gestió de la cadena de subministrament en una empresa del sector de l'automòbil.